# Macario millionnaire
Pour plus de détails, voir Fiche technique et Distribution.
Macario millionnaire (Lo vedi come sei... lo vedi come sei?) est une comédie italiene réalisée par Mario Mattoli et sorti en 1939. Mettant en vedette le comique Erminio Macario, le film est produit dans le sillage du succès de La Folle Aventure de Macario, réalisé par le même groupe d'auteurs.

## Synopsis
Les deux cousins campagnards Michele et Tommaso, célibataires et misérables, sont convoqués par un notaire qui leur lit le testament d'un oncle éloigné qui leur a laissé un coffre-fort dans lequel doivent être conservés une centaine de millions de dollars. Une clause du testament stipule toutefois que pour entrer en possession du coffre, ils devront dépenser toute leur fortune en quinze jours : les deux hommes tentent donc par tous les moyens de dilapider leur argent, et n'y parviennent qu'après des tentatives répétées et laborieuses. Réduits à la misère, ils parviennent enfin à accéder au coffre, dans lequel ils ne trouvent rien d'autre qu'une bobine contenant un court-métrage dans lequel leur oncle décédé se moque d'eux pour leur avarice, les informant qu'il avait dépensé tout son argent en amusements avant de mourir. Les deux cousins se retrouvent donc sans le sou, et découvrent également que leur nièce Rosetta s'est enfuie à Milan en quête de fortune comme chanteuse. Ils décident donc d'aller à la ville pour chercher une femme riche à marier, et en attendant, ils font divers travaux pour survivre. Après quelques mésaventures, ils finissent par retrouver Rosetta, qui a trouvé du travail au théâtre de la Scala, mais uniquement comme ouvreuse. Mais la chance va tourner pour les trois : Rosetta va faire ses débuts de chanteuse, et les deux cousins vont récupérer avec intérêts les millions qu'ils avaient donnés à un archéologue, qu'ils avaient pris pour un escroc.

## Fiche technique
- Titre original italien : Lo vedi come sei... lo vedi come sei?[2]
- Titre français : Macario millionnaire[3]
- Réalisation : Mario Mattoli
- Scenario : Anacleto Francini (it), Vittorio Metz, Mario Mattoli, Steno, Federico Fellini
- Photographie : Ugo Lombardi
- Montage : Tinto Brass
- Musique : Fernando Tropea (en)
- Décors : Mario Rappini
- Production : Eugenio Fontana
- Société de production : Alfa Film
- Pays de production :  Royaume d'Italie
- Langue originale : Italien
- Format : Noir et blanc - 1,37:1 - Son mono - 35 mm
- Durée : 75 minutes
- Genre : Comédie
- Dates de sortie :
  - Royaume d'Italie : décembre 1939

## Distribution
- Erminio Macario : Michele Bernisconi
- Franca Gioieta : Rosetta
- Hamlet Filippi : Tommaso Bernisconi
- Enzo Biliotti : Notaire Cassetta
- Greta Gonda : Emily
- Carlo Rizzo : Placier
- Guglielmo Barnabò : Oncle Sofia
- Giorgio Capecchi : bijoutier
- Carlo Campanini : facteur
- Riccardo Cassano : professeur de piano
- Luigi Erminio D'Olivo : impresario
- Armando Migliari : homme du Luna Park
- Carlo Micheluzzi : client
- Ori Monteverdi : secrétaire de notaire
- Nino Marchesini : commissaire-priseur
- Lina Tartara Minora : Adélaïde
- Vinicio Sofia : compatriote.
- Emilio Petacci : concierge d'hôtel
- Eduardo Passarelli : chef d'orchestre
- Federico Collino : propriétaire de restaurant
- Mario Ersanilli : Lionel Smith
- Augusto Di Giovanni : Giovanni Mazzocchi
- Alfredo De Antoni : John Mecfergusson
- Nino Eller : aide des Genovese